# Scrophularia hyssopifolia
Scrophularia hyssopifolia är en flenörtsväxtart som beskrevs av Pierre Edmond Boissier och Hausskn.. Scrophularia hyssopifolia ingår i släktet flenörter, och familjen flenörtsväxter. Inga underarter finns listade i Catalogue of Life.